# Francesco Trevisani
Francesco Trevisani (* 9. April 1656 in Capodistria; † 30. Juli 1746 in Rom) war ein italienischer Maler des Spätbarock (frühes Rokoko).

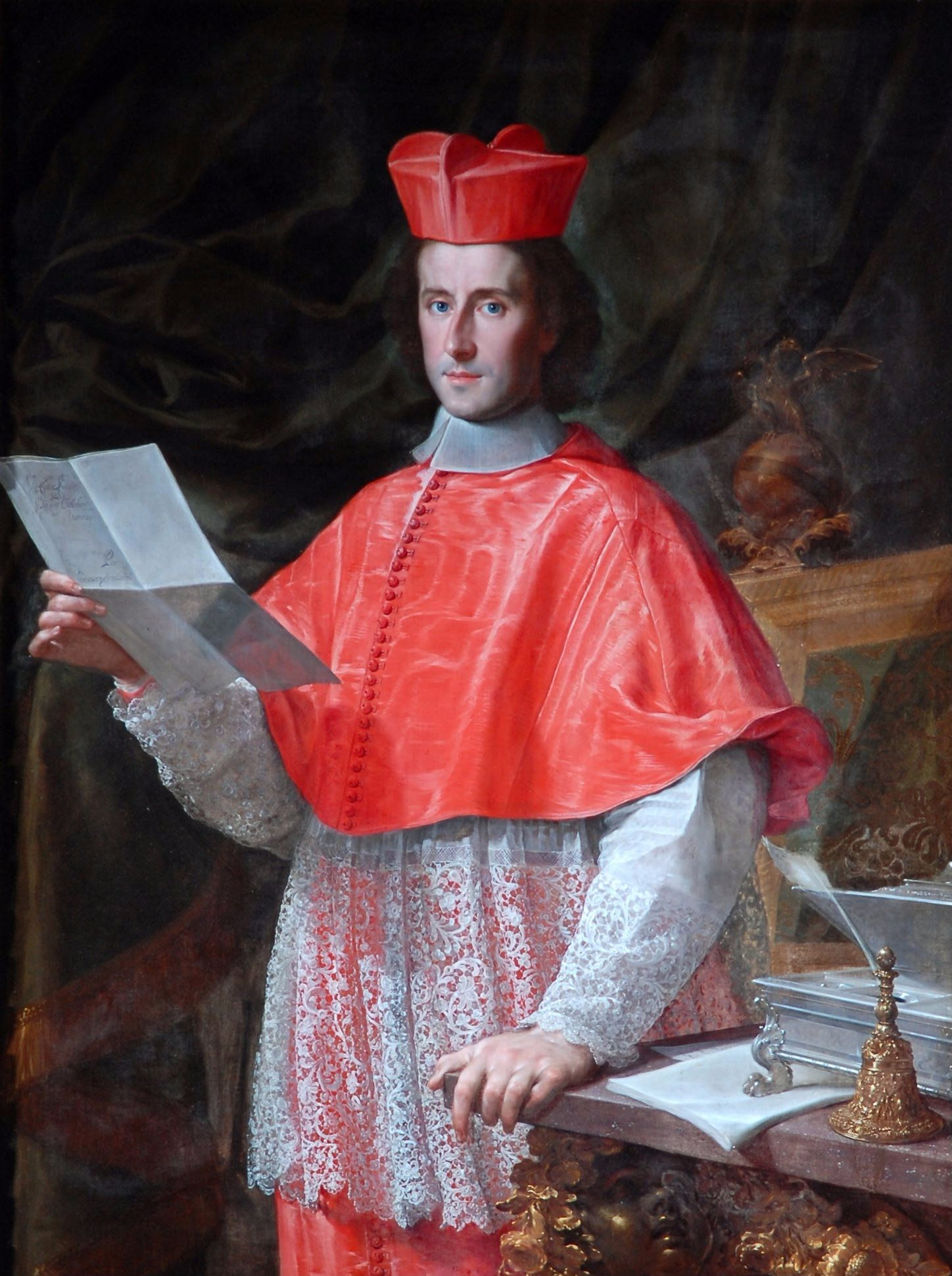
Francesco Trevisani: Kardinal Pietro Ottoboni

## Leben
Er war der Sohn des Architekten Antonio Trevisani, der ihm ersten Unterricht gab. Trevisani studierte Malerei bei Antonio Zanchi in Venedig. 1678 ging er nach Rom, wo er anfangs vom Kardinal Pietro Ottoboni (1667–1740) gefördert wurde, später von Kardinal Chigi, der ihn an Papst Clemens XI. empfahl. In Rom wurde seine Malerei stark vom klassizistischen Stil von Carlo Maratta beeinflusst, und Trevisani war führend in der römischen Malerei mit einer eigenen Malerschule nach Marattas Tod 1713. Als weitere Einflüsse werden Guido Reni, Paolo Veronese und Pietro da Cortona genannt.
Zu seinen Hauptwerken gehören die Fresken in San Silvestro in Capite in Rom, die er mit Giuseppe Chiari und Ludovico Gimignani 1695/96 ausführte. Für Clemens XI. malte er einen der Propheten (Baruch) in der Lateran-Basilika und arbeitete an der Ausmalung der Kuppel der Kathedrale von Urbino. Trevisani malte auch für weltliche Auftraggeber, unter anderem den Herzog von Modena (für den er Werke von Antonio da Correggio und Parmigianino kopierte) und an den Höfen von Braunschweig, Madrid, München, Stockholm und Wien. Weitere Werke sind Der Tod des Heiligen Joseph in Sant Ignazio in Rom, der Hauptaltar des Palastes von Mafra in Portugal und Szenen aus dem Leben der Heiligen Luzia von Narni in der Kirche von Narni. Neben religiösen Motiven malte er auch mythologische und historische Themen.
1712 wurde er Mitglied der Accademia dell’ Arcadia. 1719 schuf er eines seiner Hauptwerke, die Stigmatisation des Hl. Franz für die Kirche Santissime Stimmate di San Francesco, zwei weitere Gemälde dort werden ihm (unsicher) auch zugeordnet. Ein bedeutendes Spätwerk ist das 1733 entstandene Wunder des hl. Antonius in der venezianischen Kirche San Rocco.
Sein Bruder Angelo Trevisani war ein bekannter Maler in Venedig, weshalb Francesco manchmal auch Römischer Trevisani genannt wurde.

## Galerie

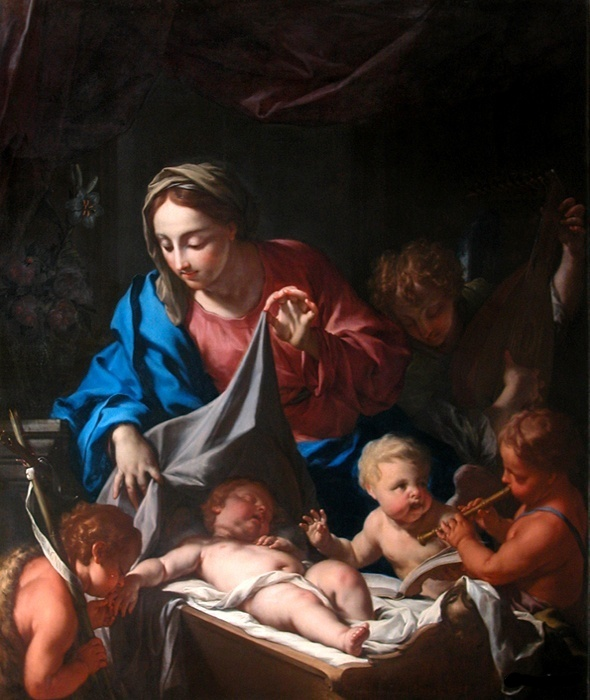
Schlaf des Jesuskindes, 1706, Louvre
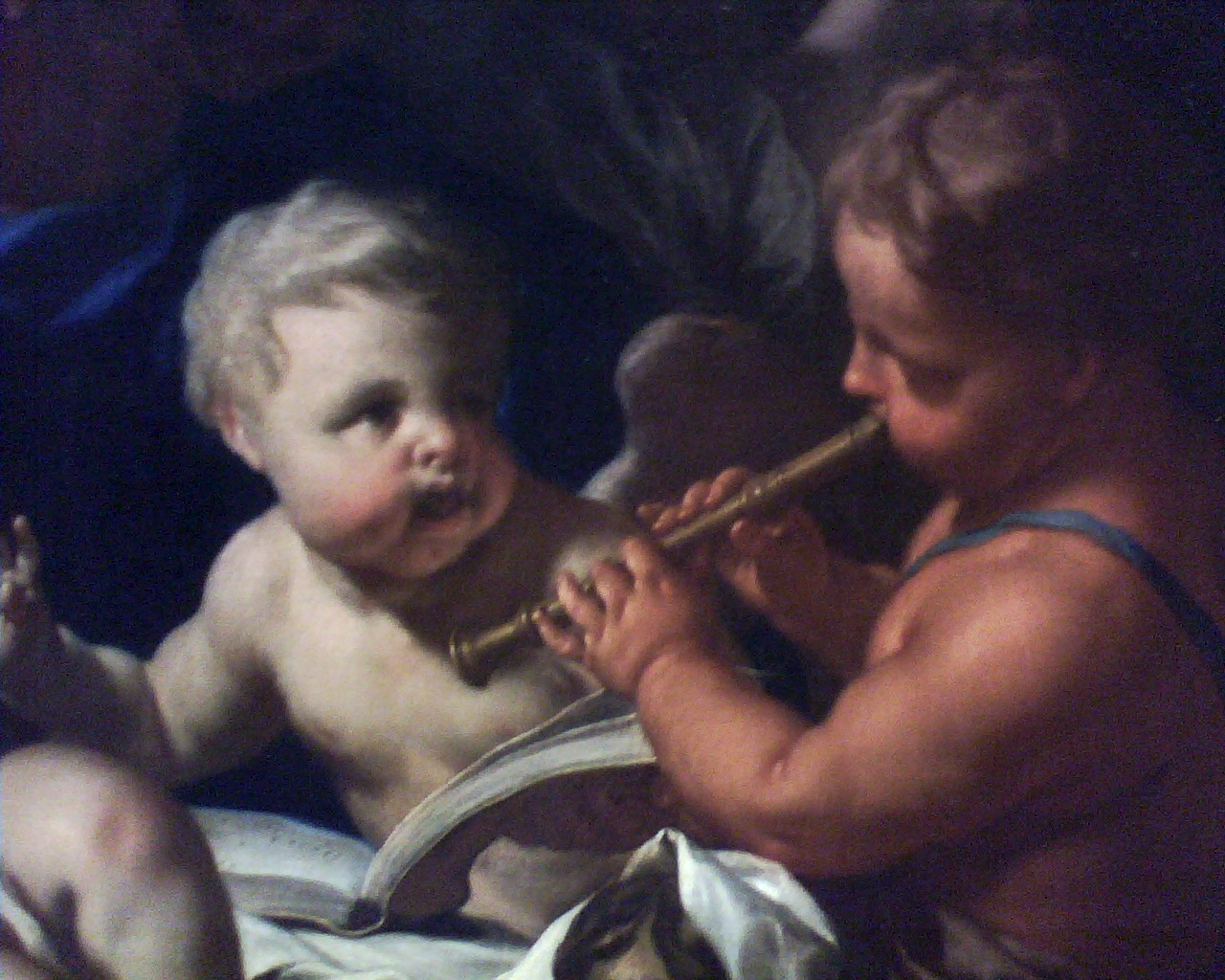
Detail, Schlaf des Jesuskindes
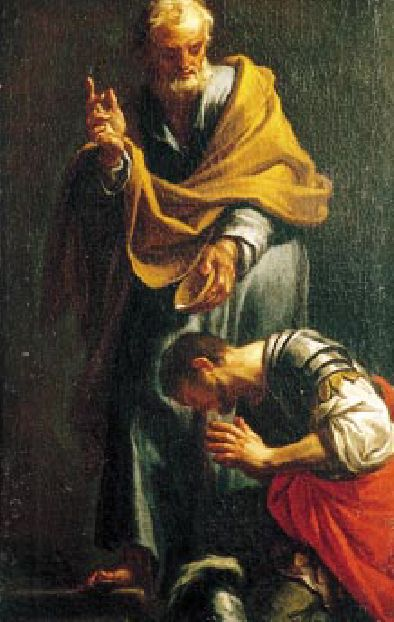
Petrus segnet den Zenturion Cornelius, 1709
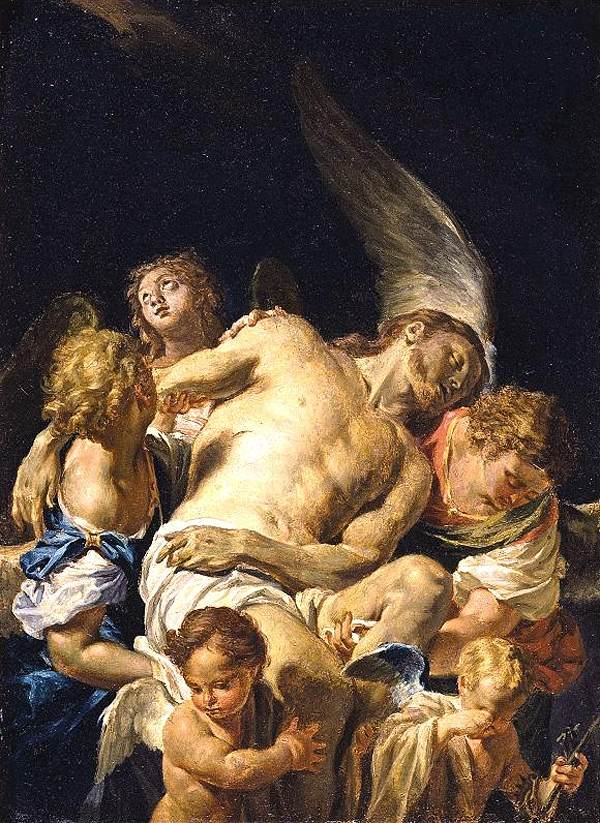
Toter Christus von Engeln getragen